# Fiodor Ignatiev
Pour les articles homonymes, voir Ignatiev.

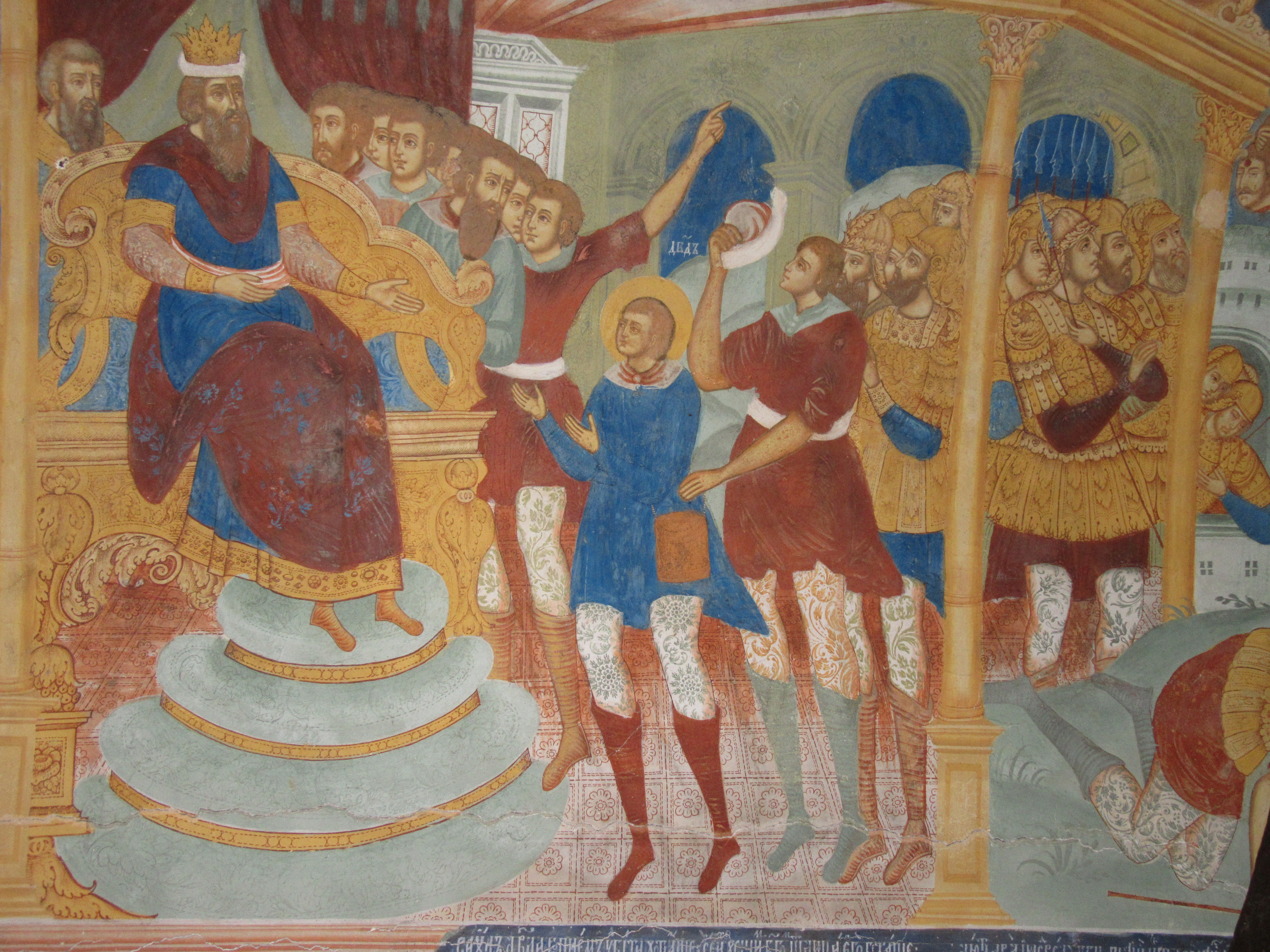
Fresques des galeries de l'église St Jean Baptiste à Iaroslavl.

Fiodor Ignatiev (né en 1646 ou 1649 et mort en 1720) est un peintre russe iconographe, originaire de la ville de Iaroslavl en Russie. 

## Biographie
Fiodor Ignatiev fait probablement ses débuts à la collégiale de la Résurrection à Romanov-Borissoglebsk (actuellement Toutaïev). Puis il travaille à la décoration des édifices religieux de Iaroslavl, dont celle de l'église Saint-Jean-Baptiste de Iaroslavl puis celle de l'église Saint-Théodore de Iaroslavl. Il n'est pas exclu qu'il participe à la décoration de la cathédrale du monastère de Tolga en 1690.
Peut-être participe-t-il aussi à la décoration de l'église Dimitri de Prilouki sur Navoloke à Vologda.